# سایرون ملویل
سایرون ملویل (دانمارکی: Cyron Melville؛ زادهٔ ۱ ژوئیهٔ ۱۹۸۴ ‏(۴۰ سال)) هنرپیشه و موسیقیدان اهل کشور دانمارک است. وی از سال ۱۹۹۵ میلادی تاکنون مشغول فعالیت بوده‌است.
از فیلم‌هایی که وی در آن نقش داشته است می‌توان به یک رابطه سلطنتی اشاره کرد.